# رون بيلي
رون بيلي (بالإنجليزية: Ron Bailey)‏ هو سياسي نيوزلندي، ولد في 15 ديسمبر 1926 في نيوزيلندا، وتوفي في 16 أبريل 2015 بأوكلاند في نيوزيلندا. حزبياً، نشط في حزب العمال النيوزيلندي. وقد انتخب عضو مجلس النواب نيوزيلندا.